# Dropião

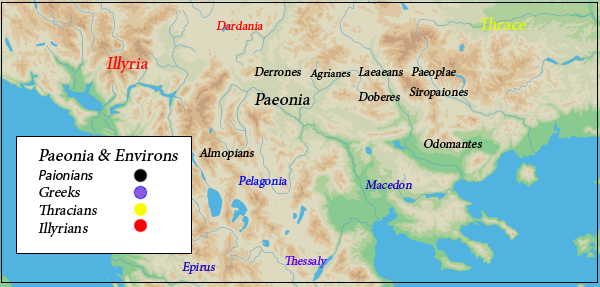
Peônia, tribos e arredores

Dropião (em grego: Δροπίων), (250 a.C. - 230 a.C.) foi um antigo rei da Peônia, filho de Leão da Peônia. 